# 31680 Josephuitt
31680 Josephuitt este un asteroid din centura principală de asteroizi.

## Descriere
31680 Josephuitt este un asteroid din centura principală de asteroizi. A fost descoperit pe 10 mai 1999 la Socorro, New Mexico, în cadrul proiectului LINEAR. Asteroidul prezintă o orbită caracterizată de o semiaxă mare de 2,59 ua, o excentricitate de 0,11 și o înclinație de 8,4° în raport cu ecliptica.